# Анджеевский, Леонард
Леонард Генрик Анджеевский (пол. Leonard Henryk Andrzejewski; 1 марта 1924 — 18 октября 1997) — польский актёр театра, кино и телевидения. Заслуженный деятель культуры Польши (1977).

## Биография
Леонард Анджеевский родился в Варшаве. В 1948 году, сдав экзамены экстерном, получил актёрский диплом. Затем был актёром театров в Варшаве, Щецине и Лодзи. В 1965—1993 гг. сыграл роли в спектаклях «театра телевидения». Умер в Варшаве, похоронен на Брудновском кладбище в Варшаве.

## Избранная фильмография
- 1957 — Шляпа пана Анатоля / Kapelusz pana Anatola
- 1958 — Вольный город / Wolne miasto
- 1960 — Пиковый валет / Walet pikowy
- 1966 — Фараон / Faraon
- 1966 — Марыся и Наполеон / Marysia i Napoleon
- 1966 — Жареные голубки / Pieczone gołąbki
- 1968 — Дансинг в ставке Гитлера / Dancing w kwaterze Hitlera
- 1969 — Что в человеке в середине / Co jest w człowieku w środku
- 1969 — Приключения канонира Доласа, или Как я развязал Вторую мировую войну / Jak rozpętałem drugą wojnę światową
- 1969 — Пан Володыёвский / Pan Wołodyjowski
- 1969 — Приключения пана Михала / Przygody pana Michała
- 1970 — Мёртвая зыбь / Martwa fala
- 1970 — Польский альбом / Album polski
- 1970 — Нюрнбергский эпилог / Epilog norymberski
- 1971 — Агент № 1 / Agent nr 1
- 1971 — Не люблю понедельник / Nie lubię poniedziałku
- 1972 — Коперник / Kopernik
- 1974 — Потоп / Potop
- 1974 — Весна, пан сержант! / Wiosna panie sierżancie
- 1975 — Казимир Великий / Kazimierz Wielki
- 1975 — Директора / Dyrektorzy
- 1977 — Страсть / Pasja
- 1977 — Польские пути / Polskie drogi
- 1978 — Кошки это сволочи / Koty to dranie
- 1980 — Записки молодого варшавянина / Urodziny młodego warszawiaka
- 1980 — Мельница Левина / Levins Muhle
- 1981 — Любовь тебе всё простит / Miłość ci wszystko wybaczy
- 1981 — Человек из железа / Człowiek z żelaza
- 1983 — Альтернативы 4 / Alternatywy 4
- 1984 — Кто этот человек? / Kim jest ten człowiek
- 1984 — Хозяин на Жулавах / Pan na Żuławach
- 1985 — Девушки из Новолипок / Dziewczęta z Nowolipek
- 1985 — Дезертиры / C.K. Dezerterzy
- 1986 — Тюльпан / Tulipan
- 1986 — Предупреждения / Zmiennicy
- 1987 — Короткий фильм об убийстве / Krótki film o zabijaniu
- 1988 — Декалог 5 / Dekalog 5
- 1989 — Последний паром / Ostatni prom
- 1989 — После падения / Po upadku
- 1989 — Моджеевская / Modrzejewska
- 1993 — Край мира / Kraj świata

## Признание
- 1955 — Медаль «10-летие Народной Польши».
- 1977 — Заслуженный деятель культуры Польши.